# Sola (canção de Becky G)
"Sola" é uma canção gravada pela cantora americana Becky G. Foi lançado como o single em 24 de junho de 2016 pela Kemosabe. "Sola" foi escrito por Gomez ao lado de Saul Alexander Castillo Vasquez, Steven Dominguez e Martin Rodriguez Vincente; é sua primeira música a ser gravada inteiramente em espanhol. A música apresenta elementos da reggaeton, urbana, e música latina, e liricamente fala de ganhar liberdade após a conclusão de um relacionamento negativo. Também foi produzido por Saul Alexander Castillo Vasquez, com o nome de AC Gomez, que confirmou que uma versão em inglês da música foi gravada e deve ser lançada no futuro. A música também está na trilha sonora do videogame The Crew 2 de 2018.

## Lançamento
O single foi lançado em 24 de junho de 2016, para plataformas digitais. O áudio foi publicado na conta da cantora no VEVO no mesmo dia. Um vídeo da letra foi postado em 18 de julho.

## Recepção
Após o seu lançamento, "Sola" recebeu uma recepção geralmente positiva dos críticos de música. A Billboard elogiou o uso de elementos de reggaeton na produção da música, enquanto o PopSugar descreveu a música como seu lançamento "mais sexy" ainda. "Sola" teve algum sucesso nos gráficos da Billboard; alcançou o número 18 na parada Hot Latin Songs e o número 11 na parada Latin Pop Songs.

## Apresentações ao vivo
Gomez se apresentou pela primeira vez no Premios Juventud 2016, em homenagem à performance de Britney Spears de " "I'm a Slave 4 U" (2001) no MTV Video Music Awards de 2001. G performou "Sola" em seus shows de 2017 a 2018 e foi incluída em seu setlist quando foi a artista de abertura do Fifth Harmony em sua turnê PSA durante datas latino-americanas.

## Vídeo musical
O videoclipe que acompanha, lançado em 26 de agosto, foi co-dirigido por G com Frank Borin. Apresenta Ray Diaz como namorado de G e uma de suas dançarinas como a nova namorada de seu ex. O vídeo tem mais de 221 milhões de visualizações em novembro de 2019. G foi inspirada a fazer um videoclipe "cinematográfico" durante o set de sua estréia no cinema Power Rangers (2017).
A premissa começa com G participando de seu próprio funeral. A cena é cortada com a cantora andando em um carro vermelho através de um deserto. O vídeo mostra o que parece ser o que ela fez antes de "cometer suicídio" e usar uma nova aparência. São mostrados flashes de G e seu namorado abusivo brigando no carro, este último abusando de G agarrando suas bochechas e alguns abusos verbais em um restaurante de fast food. G é visto mais tarde chegando a um café onde seu ex-namorado está abusando de sua nova namorada (da mesma maneira que ele fez com G). Quando ela está furando o pneu do carro, ela está pegando o vestido de garçom enquanto passa um bilhete para a violenta namorada do ex-namorado. Depois que o ex-namorado de G sai do fast food apenas para perceber que o ex-flagrou um dos pneus de seu carro, ela e a garota saem da estrada que leva a um precipício.

## Desempenho nas tabelas musicais
| Tabela musical (2016)                      | Melhor posição |
| ------------------------------------------ | -------------- |
| Chile (Monitor Latino)                     | 6              |
| Espanha (PROMUSICAE)                       | 83             |
| Estados Unidos (Billboard Latin Songs)     | 11             |
| Estados Unidos (Billboard Latin Pop Songs) | 18             |
| Estados Unidos (Twitter Top Tracks)        | 49             |
| México (Billboard)                         | 17             |

| Tabela musical (2016)                      | Melhor posição |
| ------------------------------------------ | -------------- |
| Estados Unidos (Billboard Hot Latin Songs) | 63             |